# Dichochrysa congolana
Dichochrysa congolana is een insect uit de familie van de gaasvliegen (Chrysopidae), die tot de orde netvleugeligen (Neuroptera) behoort. 
Dichochrysa congolana is voor het eerst wetenschappelijk beschreven door Navás in 1911.